# Procamacolaimus dolichostylum
Procamacolaimus dolichostylum är en rundmaskart som beskrevs av Gerlach 1953. Procamacolaimus dolichostylum ingår i släktet Procamacolaimus och familjen Leptolaimidae. Inga underarter finns listade i Catalogue of Life.